# 大石良尚
大石 良尚（おおいし よしなお、享保20年（1735年） - 寛政9年12月9日（1798年1月25日））は、江戸時代中期の安芸国広島藩の上士。赤穂藩浅野家家老・大石良雄の曾孫婿（血統では良雄の義弟の曾孫）。

## 生涯
広島藩士小山良至の五男として生まれる。大石氏は藤原北家秀郷流小山氏の支族である。
良雄の三男で大石家を継いだ良恭（大三郎）の女婿となり、明和5年（1768年）に良恭の後を継いで大石家の家督を相続したが、知行高1200石に減じられ平上士の扱いとなる。良恭には妾腹とはいえ2人の直系の男子がいたが、家督を継げず養子を迎えた理由は不明である。
後継者となった男子(良完)とその嫡男・良継が相次いで先立ち、嗣子がないため隠居できず、寛政9年（1797年）病んで大石家を去り、実家の小山家に帰って没した。嫡流の絶えた大石家は一旦断絶となったが、横田氏が大石姓を名乗り別家を再興した（横田流大石家）。

## 菩提寺
広島の鳳来山国泰寺に葬られた。
昭和20年（1945年）8月6日の原爆投下で墓は全焼全壊した。江戸での菩提寺・泉岳寺には義父・大三郎と良尚・良完・良継の大石家（小山流）歴代の墓がある。